# Игор Мировић
Игор Мировић (Крушевац, 12. јул 1968) српски је политичар, економиста и књижевник. Од 2016. до 2024. вршио је функцију председника Покрајинске владе Војводине. Био је министар регионалног развоја и локалне самоуправе (2013—2014), вршилац дужности министра привреде (2014), потпредседник Скупштине АП Војводине (2008—2012) и заменик министра финансија (1998—2000).

## Биографија
У Новом Саду је завршио Основну школу „Милош Црњански”, Медицинску школу „7. април” и Економски факултет Универзитета у Новом Саду.
Политички је ангажован од најраније младости. Чак 14 година био је председник новосадског одбора Српске радикалне странке. Члан Српске напредне странке (СНС) је од оснивања 2008. када је изабран  и у њено Председништво. За потпредседника СНС изабран је 2012.
Од 1992. до 1994. био је потпредседник Скупштине, а 2004. године главни стручњак за финансије града Новог Сада. Посланик у Скупштини АП Војводине био је у четири мандата — од 1996. до 2000, од 2004. до 2008, од 2008. до 2012. и од 2012. до 2013. Од 2008. до 2012. био је и потпредседник те Скупштине.
У Народној скупштини Републике Србије посланик је био од 1992. до 1996, од 1996. до 1998. и од 2003. до 2007, а посланик у Скупштини Савезне Републике Југославије од 2000. до 2003.
У Влади Републике Србије је од 1998. до 2000. обављао дужност заменика министра финансија, од 2013. до 2014. био је министар за регионални развој и локалну самоуправу, а 2014. вршилац дужности министра привреде.
У оквиру ангажмана у области привреде је, уз остало, од 1998. до 2001. био председник Управе Фабрике цемента „Нови Поповац” у Параћину, а од 2004. до 2008. директор ЈП „Завод за изградњу града Новог Сада”.
Дана 20. јуна 2016, после покрајинских избора у априлу исте године, први пут је изабран за председника Покрајинске владе Војводине. На ту дужност поново је изабран 29. октобра 2020, после покрајинских избора одржаних у јуну те године.
Новембра 2022. отворио је Српску кућу у Беранама.
Као спортски радник, био је председник Одбојкашког клуба Војводина (2004—2008) и члан Управног одбора Џудо савеза Војводине (2002—2006).
Мировић пише поезију и до сада је објавио четири збирке песама: „Небо над Византијом” (1994), „Кремен пламен” (2003), „Повратак у Логос” (2020) и „Светло у светионику” (2022). За збирку песама „Кремен пламен” добио је Грамату за најбољу ненаграђену књигу, а последње две збирке — „Повратак у Логос” и „Светло у светионику” — објавиле су му најеминентније српске издавачке куће Прометеј из Новог Сада и Лагуна из Београда.
Члан је Удружења књижевника Србије и Друштва новосадских књижевника.

## Одликовања
- Орден Светог Симеона Мироточивог, Српска православна црква
- Орден Светог Саве, II реда, Српска православна црква[4]